# 라푸블라데세구르

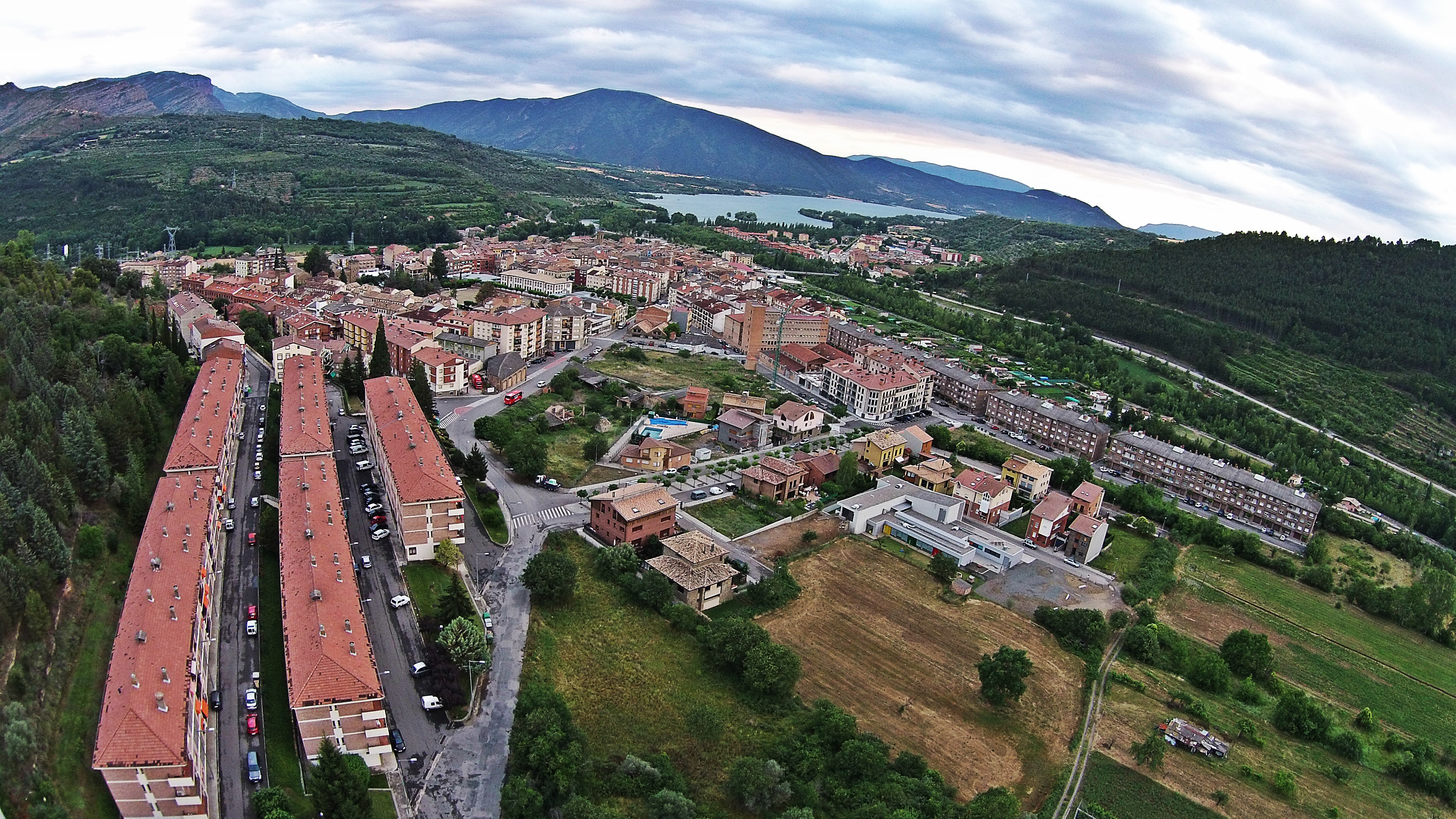
라포블라데세구르

라푸블라데세구르(카탈루냐어: La Pobla de Segur, 스페인어: Puebla de Segur 푸에블라데세구르[*])는 스페인 카탈루냐 지방 례이다도에 위치한 도시로 면적은 32.8km2, 높이는 524m, 인구는 3,012명(2014년 기준), 인구 밀도는 92명/km2이다.

시 문장